# Reîntoarcerea turmei
Reîntoarcerea turmei este o pictură realizată în ulei pe lemn din 1565 a pictorului olandez și flamand Pieter Bruegel cel Bătrân. Pictura face parte dintr-o serie de șase lucrări (se presupune că Primăvara s-a pierdut) care prezintă diferite anotimpuri. Pictura se află în prezent în colecția Muzeul de Istorie a Artei din Viena, Austria. Culorile de toamnă ale peisajului și copacii goi leagă acest tablou de lunile octombrie sau noiembrie.
Picturile din ciclul Lunile anului sunt:

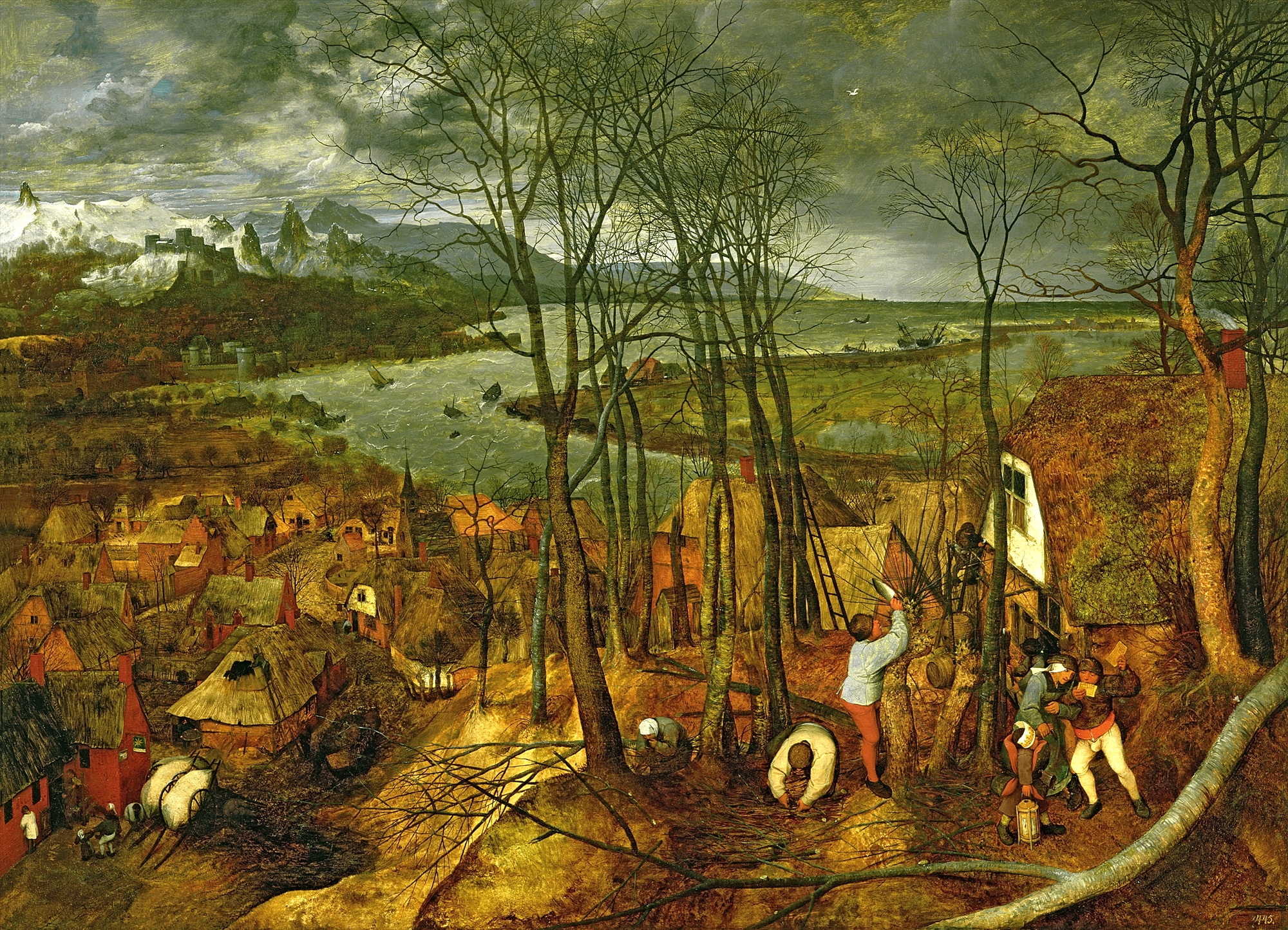
Ziua însorită
Culegătorii
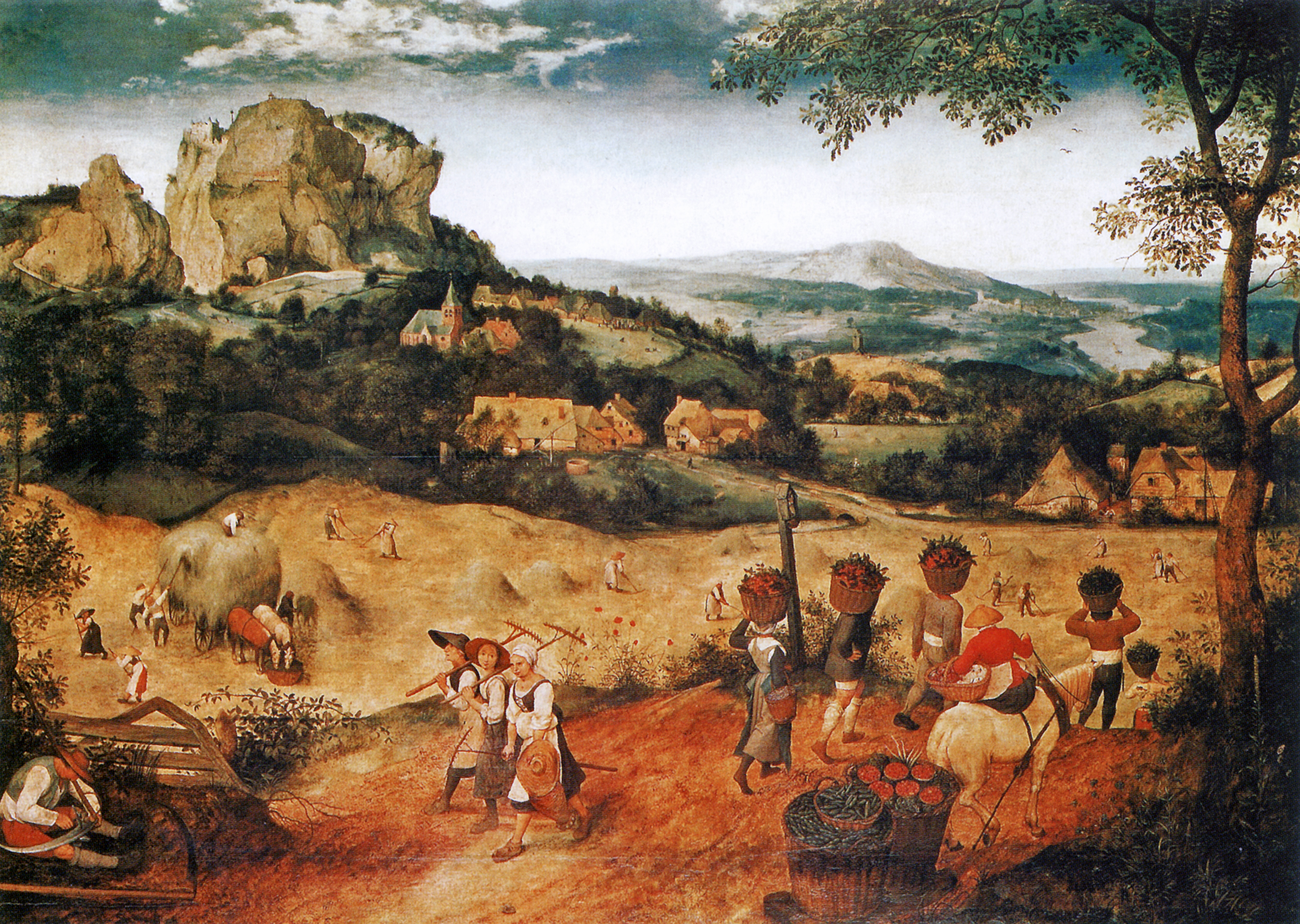
Recoltarea fânului
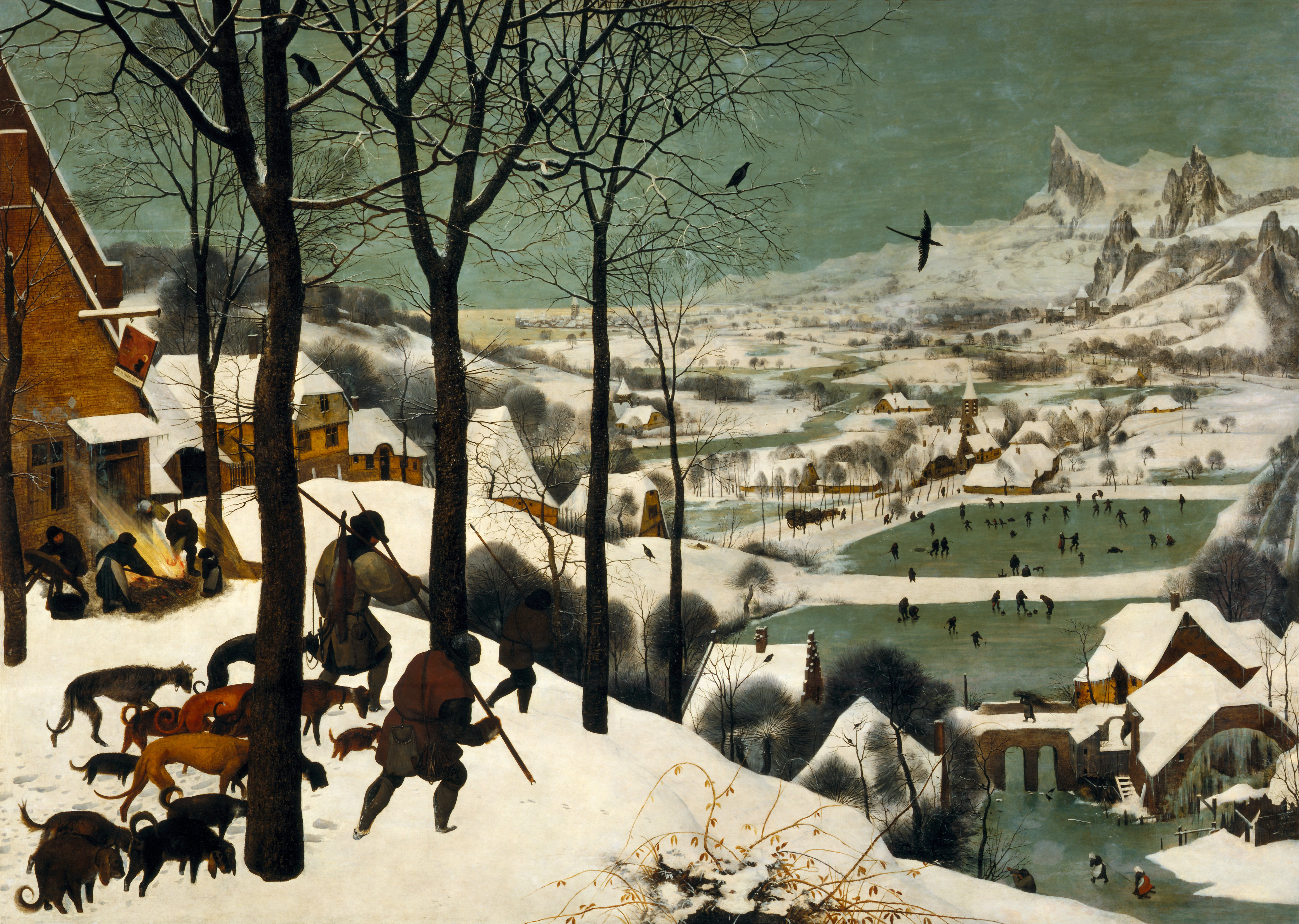
Vânătorii în zăpadă
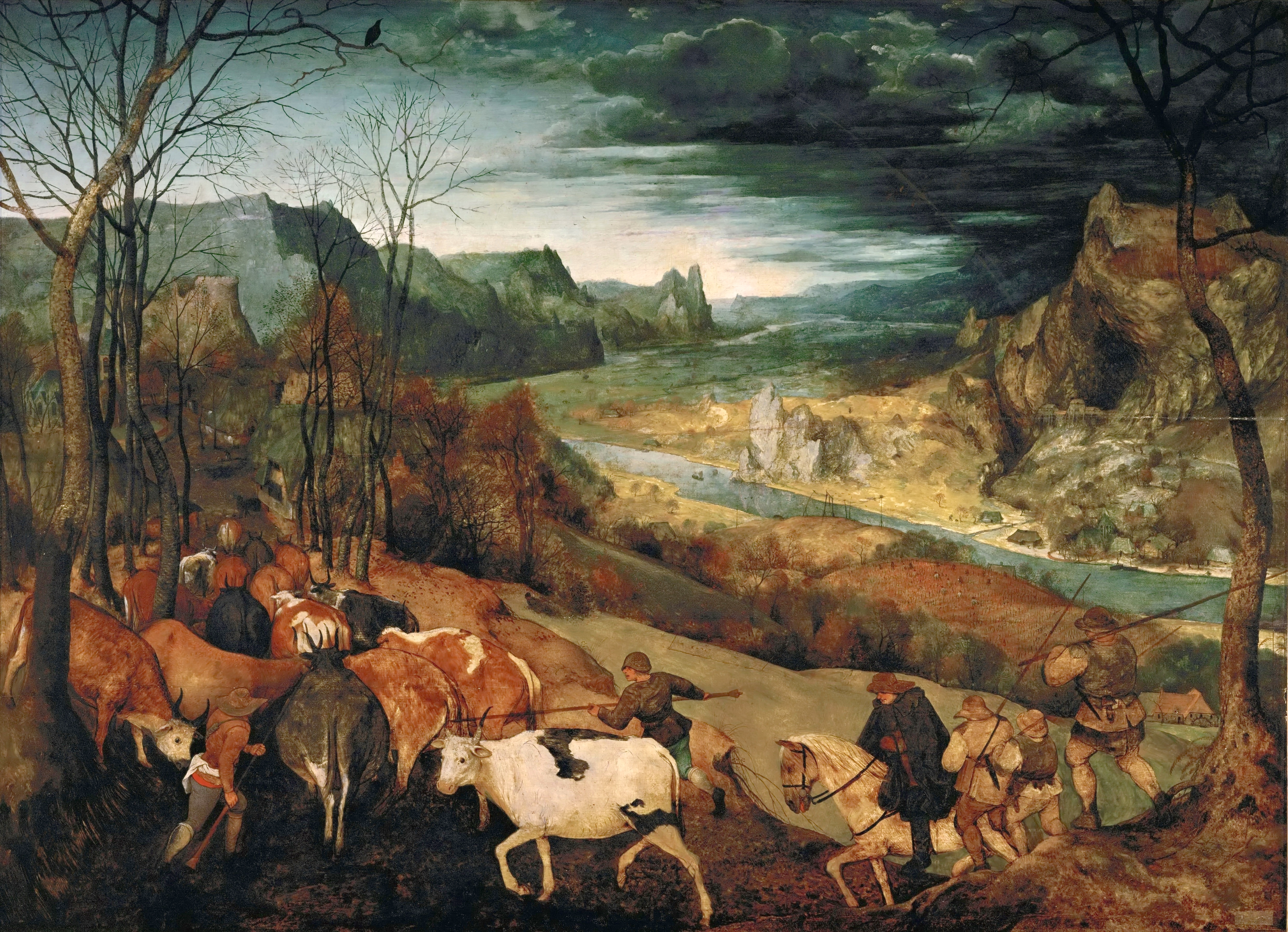
Reîntoarcerea turmei